# L'Imprévu (film, 1961)
Pour plus de détails, voir Fiche technique et Distribution.
L'Imprévu (L'imprevisto) est un film franco-italien, réalisé par Alberto Lattuada, sorti en 1961.

## Synopsis
Thomas Plemian, professeur d'anglais à Meaux (France), donne des leçons particulières chez un riche industriel dont l'épouse attend un enfant. Très ambitieux, le professeur organise, avec la complicité d'une élève, l'enlèvement du bébé. Mais le plan prévu échoue, car la femme du ravisseur, stérile, refuse de céder l'enfant...

## Fiche technique
- Titre original : L'imprevisto
- Titre français : L'Imprévu
- Réalisation : Alberto Lattuada
- Assistants-réalisateurs : 1) Jacques Besnard / 2) Jean Blondel
- Scénario : Edoardo Anton, Claude Brulé, Aldo Buzzi, Noël Calef, Ennio De Concini sur un sujet de Edoardo Anton
- Directeurs de la photographie : Roberto Gerardi, Ennio Guarnieri, 35 mm, noir et blanc
- Photographe de plateau : Roger Forster
- Musique : Piero Piccioni
- Décors : Rino Mondellini
- Montage : Leo Catozzo
- Ingénieurs du son : Mario Amari, Ultimo Lippi, Jacques Lebreton
- Maquillage : Maguy Vernadet
- Sociétés de production : Gianni Hecht Lucari pour Documento Film (Italie) / Jean Mottet pour Orsay Films (France)
- Société de distribution : Columbia Pictures (France, Italie, Belgique, RFA
- Pays d'origine :  Italie,  France
- Année de réalisation : 1961
- Genre : Film policier et Comédie dramatique
- Durée : 105 minutes
- Dates de sortie : 
  - Italie : 20 avril 1961
  - France : 19 janvier 1962

## Distribution
- Anouk Aimée : Claire Plemian
- Tomás Milián : Thomas Plemian
- Raymond Pellegrin : le riche industriel Sérizeilles
- Jeanne Valérie : Juliette
- Jacques Morel : le commissaire Chattard
- Philippe Dumat : le chauffeur
- Yvette Beaumont : Suzanne
- Antonella Erspamer : Simone
- Guy Tréjean : le vice-préfet
- Mag Avril : une voisine
- Claude Caroll : une élève
- Jacques Balutin : un journaliste
- Albert Dinan
- Charles Bouillaud
- Bernard Musson

## Récompenses et distinctions
- 1961 : Prix de la meilleure réalisation au Festival international du film de Saint-Sébastien